# ایم یه-جین
ایم یه-جین (انگلیسی: Im Ye-jin؛ زادهٔ ۲۶ دسامبر ۱۹۵۹) بازیگر، و بازیگر سینما اهل کره جنوبی است. وی از سال ۱۹۷۴ میلادی تاکنون مشغول فعالیت بوده‌است.
از فیلم‌ها یا برنامه‌های تلویزیونی که وی در آن نقش داشته‌است می‌توان به پسران فراتر از گل‌ها اشاره کرد.